# Choose Life Project
Choose Life Project（チューズライフプロジェクト）は、日本のインターネット報道番組、映像プロジェクト。2016年7月に任意団体「Choose Life Project」が作られ、2020年7月に「株式会社CLP」として法人化した。

## 概要
2016年、TBS「報道特集」のディレクターだった佐治洋、報道に携わるA（2021年11月脱退）、TBS「NEWS23」のディレクターだった工藤剛史らが中心となって発足したインターネットメディア・映像プロジェクト。発足当初は、国政選挙の投票率が低い事態を受けて、著名人に投票を呼びかける動画を制作していたが、徐々に時事的なテーマを取り扱う討議形式の企画配信も行うようになっていった。国会で野党が政権を追及する動画の切り出しや、政権与党の政策を批判する番組の制作など、リベラル寄りの報道を行っている。2020年の5月には、当時マスコミが追及を止めていた検察庁法改正案についてジャーナリストや野党政治家らをゲストに呼び、問題点を指摘する番組を連続して配信した。法案は最終的に廃案となり、その「成功体験」をきっかけに代表の佐治は法人化することを決め、クラウドファンディングを募り、一人株主として株式会社を設立した。その後、報道に携わるAと工藤が合流し活動が続けられていたが、2022年1月、資金問題が発覚したことで佐治は責任とって代表を辞任すると発表、活動は一時休止した。約10ヶ月後の2022年9月、佐治が活動再開を表明。新コンテンツ「社会のことをちゃんと考えたいラジオ」「気候辞書TV」などを制作していたが、2024年7月、佐治が体調不良を理由に活動を休止していることが表明された。

## 立憲民主党からの資金提供問題
2020年7月にクラウドファンディングのプラットフォームCAMPFIREで「自由で公正な社会のために新しいメディアを作りたい」として寄付を募り、わずか2日で目標金額だった800万円を集めた。最終的には寄付は3000万円に達した。その後、市民サポーター制度を確立させ、広告に拠らない「公共メディア」を標榜するようになっていたが、クラウドファンディング以前において立憲民主党から資金提供を受けていたことがわかった。

### 発覚の経緯
2022年1月5日、CLPの制作した番組に司会やゲストとしての出演歴のある小島慶子・津田大介・南彰・望月衣塑子・安田菜津紀が連名で、2020年春からの約半年間に立憲民主党から「番組制作費」として広告代理店などを通して1000万円以上の資金提供があったことが確認されたとする抗議文を公開した。抗議文では、自らを「公共メディア」と位置づけながら立憲民主党の資金で番組制作を行っていた期間があることや、一般視聴者から資金を集める際に立憲民主党との資金関係を隠していたことを問題として指摘している。
これを受けて翌1月6日、CLP共同代表の佐治洋は立憲民主党から「番組制作費」として2020年3月からCFで資金を調達するまでの間資金提供を受けていたことを公表。1番組あたり約12万円、総額で約1500万円の支援を受けていたしてCFで資金を調達するにあたって法令等の認識不足だったと謝罪。共同代表を辞任する意向を示した。
資金提供を決めたと旧立憲民主党の幹事長、かつ新立憲民主党の初代幹事長であった福山哲郎は、理念に共感し広告代理店などを通し番組制作を支援したという事実関係を認めたうえで、番組内容には関与していないと説明した。なお、福山前幹事長の事務所は取材に対し、支払いは2020年の8月、9月、10月（2回）の計4回実施したと答えている。この４回の支払いについて、CLP共同代表の佐治と工藤は取材で、支払い分は2020年3月から8月までで、都内の制作会社を通じて毎月支払われていたとしており、「立憲民主党の言っている支払い時期と私たちが資金を受け取った時期は異なる」が、理由は「わからない」としている。
立憲民主党代表の泉健太はTwitterで「2020年9月以降は、新党となっているために現執行部が把握できることに限界が生じるかもしれない」としている。自身はこの問題を関知していなかったとした上で、1月7日の記者会見で、西村智奈美幹事長らにこの問題を調査させるとした。
1月12日、西村は記者会見でこの問題に言及。福山が理念に共感して1500万円を決済したが、隠蔽の意図はなく福山の処分は考えていないとした。更に、「メディアにお金を出すということそのものが不適切」ではなく「特定のメディア」に党が資金を支援することそのものが適切か議論があるとした。一方で、自民党による運営への関与が疑われている匿名のツイッター・アカウント「Dappi」が野党議員への攻撃を繰り返していた事を、党が批判していた点において「ブーメラン」ではとの追及を受けると、「Dappi」がフェイクニュースや誹謗中傷を行っている点で「全く異なる事案」として反論した。14日、泉は党としての説明は終了したと発表したが、翌週21日の定例会見で記者に詰められると、どの政党にも幹事長が単独で決裁するケースがあると指摘した上で、福山の決裁は望ましくなく「説明が必要なことがあれば本人が説明する」と話した。。

## 反応
報道のあり方や、報道機関としての中立性といった報道倫理の問題、資金関係問題などを指摘する声がある。新立憲民主党の政治資金収支報告書には「企画広報費」として本費用が記載されているが、CLP側が「立憲からの要求・介入はなかった」としていることから、寄付という性質を持ちながら、収支報告書にその記載がないため、政治資金規正法違反の疑いを指摘する声もある。広告代理店を通した記載の問題を指摘するものもある。更に、CLPによる、CFの際の支援者に対する虚偽の説明や、問題発覚後のCLP、福山、立憲民主党の説明の齟齬が指摘されている。

### 関係者
- お笑いタレントのたかまつななはかつてCLPの番組に出演したことがあることについて謝罪し[57]、本騒動を「ステルスマーケティングではないか」と批判した[58]。
- 映画監督の是枝裕和はTwitterで、CLPのメンバーから独立前に相談を受けていたと書いた上で、「正直納得できないことばかり」「落胆が大きいです」とし、CLP側による詳細な説明を求めた[59]。
- ジャーナリストで最初の抗議文を出した５人のうちの一人・津田大介は、資金提供についての情報源は「永田町」と「広い意味での関係者」とリーク元について語っている[60]。

### 他党
- 公明党の北側一雄中央幹事会長は1月13日の記者会見の質問に対して、この問題を批判した[61][62]。
- 日本維新の会の足立康史は、1月13日にTwitterで、この問題を1月20日の衆議院代表質問で取り上げる可能性に言及した[63]。1月20日、馬場伸幸共同代表が第208回国会衆議院代表質問でこの問題に言及した[64][65][66]。ここではSEALDsの元メンバーらの企業にも立憲民主党から億単位の資金が流れていた疑惑もあるとした[65][66]。
- 国民民主党の党首の玉木雄一郎は、上念司のYouTubeチャンネルで、具体例を挙げて他のメディアも類似のものはないのかとしながら、金の出どころは明らかにさせるべきだとした[67]。

### その他
- 元文部科学事務次官の前川喜平は、権力者を批判するのか追従するのか、真実を追求するのかデマ拡散するのかどうかが「百万倍重要」とした[68]。
- 哲学者でゲンロンの創業者である東浩紀は「あんな形式でいきなりネットで抗議すればリベラル批判のいいネタになるのは自明。自己満足にしか思えない」として、告発者を批判した[69]。
- 脳科学者の茂木健一郎は７回にわたる連続ツイートで「内ゲバ的な正義感は生命的ではない」として、日本のリベラルの弱さを指摘した[70][71]。
- ２ちゃんねるの開設者、ひろゆきは、「メディアがどういうお金の流れで動いているのか、普通は見えないのが当たり前。CLPだけ見えるようにすべきという理由が分からない」として、中立で清廉潔白なメディアがあると思い込んでる人たちが現実を理解できていないと分析した[72]。
- 思想史家の白井聡は「大杉栄が内務省から金をもらいながらアナーキズムを貫いたのと一緒で、CLPも立憲から金をもらいながら”公正な社会”を実現しようとした」と独自の解釈を示した。その上でCLPへの資金提供問題は「日本で、リベラル・メディアを育てようという資本家が育っていないことを証明している」と分析した[73]。
- 伊藤惇夫は文化放送のラジオ番組で、立憲民主党の事務局幹部がCLPを仲間と思い、助けようとしたのではないかと推測。団結力の強い「旧社会党的なにおいを感じ」ると評した[74]。
- 政治ジャーナリストの安積明子は、抗議文を出した５人が「そもそもどういった経緯で立憲民主党からＣＬＰへの資金提供がわかったのか」として、真実解明のために、資金提供が判明した経緯について明らかにすべきとした[75]。
- 『週刊新潮』は、CLPを立憲民主党につないだのが、ウェブコンテンツ制作会社の社長で、かつてピースボートの共同代表を務めていたジャーナリストと報じている[76]。
- 辛坊治郎は、最初の抗議をした５人を、バレそうになったので逃げ出した「裏切り者って信用できないよねえ」と評した[77]。

## 沿革
- 2016年7月　佐治洋、工藤剛史、Aで投票を呼びかけるインタビュー動画を配信するプロジェクト（Choose Life Project）を発足。
- 2019年12月　初のトーク番組、Choose TV「このめちゃくちゃな国で理性を保つために」を配信。
- 2020年3月　佐治洋がTBSスパークルを退社。
- 2020年4月　佐治洋がGENAUの仲介で立憲民主党の幹事長・福山哲郎に面会。資金提供が決定[78]。
- 2020年5月　Choose TV「検察庁法改正」シリーズ配信。

- 2020年6月　東京都知事選挙で、公示後初のオンラインでの主要候補者の討論会を主催[79][80][81][82]。

- 2020年7月　株式会社CLPとして法人化。佐治洋が代表取締役に就任[24]。クラウドファンディング開始（9月、目標達成）
- 2020年8月　佐治洋が福山哲郎に資金提供の終了を伝え、立憲民主党からCLPへの資金提供が終了[78]。
- 2021年1月　公式サイト開設。サポーター募集を開始。「Choose 大学」開講[4]。
- 2021年7月　工藤剛史が株式会社CLPの取締役に就任[78]。
- 2021年11月　立憲民主党代表選・候補者らとのオンライン討論会「『ボトムアップ政治』の再生は可能か」を配信[83][84][85]。
- 2022年1月　資金提供について抗議文が公開される。
- 2022年7月　外部専門家による調査報告書を公開[78]。
- 2022年9月　活動再開を表明[86]。
- 2023年12月　「社会のことをちゃんと考えたいラジオ」「気候辞書TV」開始
- 2024年7月　代表の佐治が活動休止

## 出演者

### 政治家・政治活動家

#### 自由民主党
- 石破茂（元幹事長)[87]
- 佐藤正久（元外務副大臣）[88]

#### 立憲民主党
- 泉健太（代表）
- 枝野幸男（元代表）[89]
- 原口一博（元副代表）
- 安住淳（元国会対策委員長）

#### 国民民主党
- 玉木雄一郎（代表）[89]

#### 日本共産党
- 志位和夫（委員長）[89]
- 小池晃（書記局長）
- 田村智子（政策委員長）
- 穀田恵二（国会対策委員長）

#### 日本維新の会
- 音喜多駿（政務調査会長）
- 足立康史（国会議員団政務調査会長）[89]
- 串田誠一（元衆議院議員）

#### 社会民主党
- 福島瑞穂（党首）[89]

#### れいわ新選組
- 山本太郎（代表）

#### その他
- 小池百合子（東京都知事）
- 周庭（香港衆志、民主活動家）

### 学者・研究者
- 内田樹[90]（神戸女学院大学名誉教授）
- 西谷修（東京外国語大学名誉教授）
- 小森陽一（東京大学名誉教授）
- 佐藤学（学習院大学特任教授）
- 大沢真理（東京大学名誉教授）
- 浅倉むつ子（早稲田大学名誉教授）
- 石田英敬（東京大学名誉教授）
- 小熊英二（慶應義塾大学教授）
- 隠岐さや香（名古屋大学教授）
- 木村草太（東京都立大学教授）
- 中島岳志（東京工業大学教授）
- 阿古智子[91]（東京大学教授）

### ジャーナリスト
- 南彰（朝日新聞）
- 津田大介
- 望月衣塑子（東京新聞）
- 安田菜津紀
- 志葉玲
- 古田大輔
- 布施祐仁
- 山崎雅弘
- 伊藤詩織

### 芸能人
- 村本大輔[92]（ウーマンラッシュアワー）
- せやろがいおじさん（リップサービス）
- たかまつなな（お笑いタレント）
- 東ちづる[93][94]（女優、タレント）
- 古舘寛治（俳優）
- 豊原功補（俳優）
- プリティ太田[95]

### ミュージシャン
- 坂本龍一[96]
- 後藤正文（ASIAN KUNG-FU GENERATION）
- コムアイ[97]（水曜日のカンパネラ）

### 映画監督
- 是枝裕和[98]
- 大林宣彦[99]
- 周防正行
- 岩井俊二
- 白石和彌

### 作家・演出家
- 池澤夏樹
- 平田オリザ
- 宮本亜門

### アクティビスト
- 石川優実
- 笛美
- みたらし加奈

## 受賞歴・ノミネート
- 石橋湛山記念早稲田ジャーナリズム大賞 ファイナリスト（第20回）[100]
- ソーシャルグッド賞（キャンプファイヤー クラウドファンディングアワード2020）